# Щербовский сельсовет (Московская область)
Щербовский сельсовет — упразднённая административно-территориальная единица, существовавшая на территории Московской губернии и Московской области до 1929 и 1934—1954 годах.
Щербовский сельсовет был образован в первые годы советской власти. По данным 1919 года он входил в состав Усмерской волости Бронницкого уезда Московской губернии.
В 1923 году к Щербовскому с/с был присоединён Николаевский с/с.
По данным 1926 года в состав сельсовета входили деревни Щербово и Николаевка, хутор Ровино и лесная сторожка.
В 1929 году Щербовский с/с был упразднён, а его территория присоединена к Старовскому с/с.
19 января 1934 года Щербовский с/с был восстановлен в составе Виноградовского района Московской области путём выделения из Старовского с/с.
17 июля 1939 года к Щербовскому с/с был присоединён Старовский с/с (селение Старое).
14 июня 1954 года Щербовский с/с был упразднён. При этом его территория была объединена с Бочевинским с/с в новый Бессоновский с/с.